# Dōshūsei
Das Dōshūsei (jap. 道州制, dt. etwa „Staatensystem“) ist eine geplante Neuordnung der subnationalen Verwaltungsebene Japans. Dabei sollen die seit dem 19. Jahrhundert bestehenden Präfekturen durch größere Staaten (shū bzw. für Hokkaidō dō) ersetzt werden, die größere Autonomie erhalten sollen und finanziell besser handlungsfähig sein sollen.
Die heutige Selbstverwaltung der Präfekturen wurde im Wesentlichen in der Besatzungszeit nach dem Pazifikkrieg geschaffen. Die Gliederung in Präfekturen wurde dabei aber nicht angetastet.
Diskutiert wird über eine mögliche Neuordnung regionaler Verwaltungen bereits seit dem 19. Jahrhundert. Die Zentralregierung entwickelt konkrete Pläne für ein Dōshūsei seit den frühen 2000er Jahren. Von einer Kommission entwickelte Vorschläge sahen eine Gliederung in 9, 11 oder 13 Staaten vor.

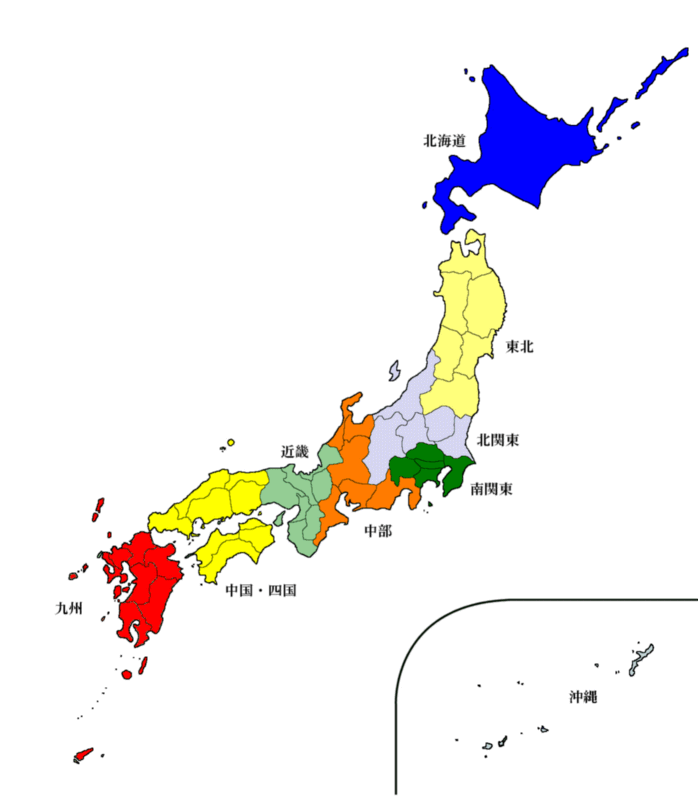
Vorgeschlagene Gliederung in 9 Staaten: Hokkaidō, Tōhoku, Nord-Kantō-Shin’etsu, Süd-Kantō, Chūbu, Kinki, Chūgoku-Shikoku, Kyūshū, Okinawa
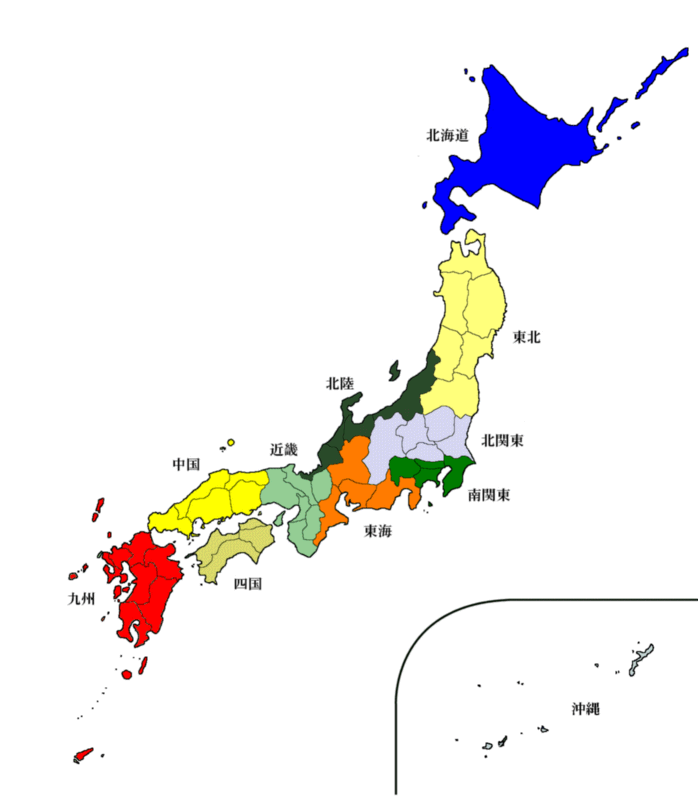
Vorgeschlagene Gliederung in 11 Staaten: Hokkaidō, Tōhoku, Nord-Kantō, Süd-Kantō, Hokuriku, Tōkai, Kinki, Chūgoku, Shikoku, Kyūshū, Okinawa
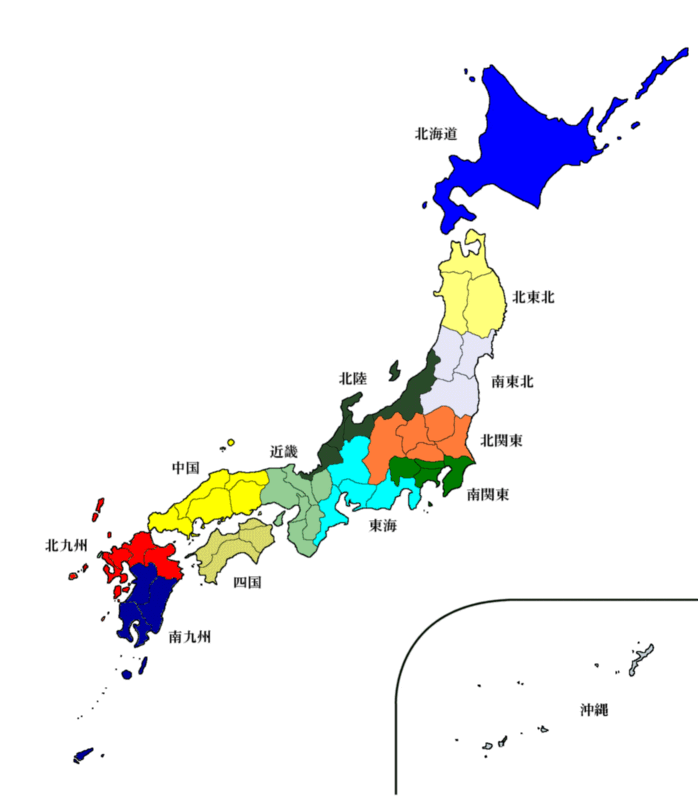
Vorgeschlagene Gliederung in 13 Staaten: Hokkaidō, Nord-Tōhoku, Süd-Tōhoku, Nord-Kantō, Süd-Kantō, Hokuriku, Tōkai, Kinki, Chūgoku, Shikoku, Nord-Kyūshū, Süd-Kyūshū, Okinawa